# Malayahalvøen
Malaya- eller Malaccahalvøen er en stor halvø i Sydøstasien. På halvøen ligger det sydligste punkt på det asiatiske kontinent og den har en størrelse på ca. 230 000 km². Den sydvestlige kyst af halvøen er adskilt fra Sumatra af Malaccastrædet, som er et af verdens mest trafikerede havområder. Malayahalvøen har omkring 35 millioner indbyggere og er politisk delt:
- det nordvestlige område udgør den sydligste del af Burma (1,4 millioner indbyggere);
- den midterste og nordøstlige region udgør den sydlige del af Thailand (9,5 millioner);
- det meste af den sydlige del tilhører Malaysia (19,6 millioner);
- ved den sydlige spids ligger republikken Singapore (4,6 millioner).

7°N 100°Ø / 7°N 100°Ø